# 액자

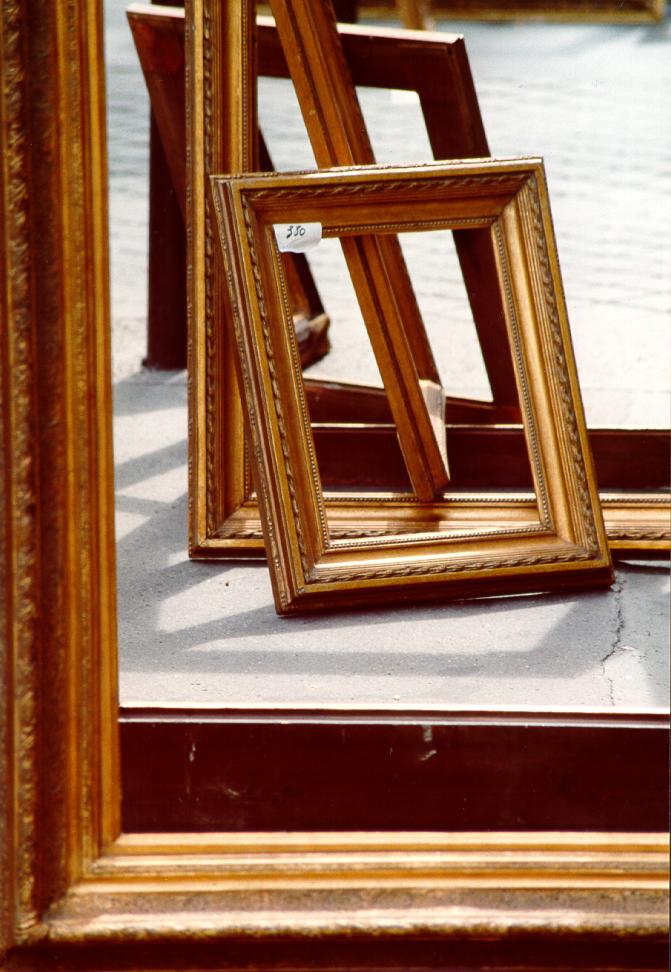
나무 액자의 모습.

액자(額子)는 그림이나 사진을 끼우는 틀의 일종이다. 액자는 그림이나 사진과 같은 그림을 보호하고 장식하는 테두리이다. 작품을 보다 안전하고 쉽게 표현할 수 있으며 그림을 주변 환경과 차별화하고 미학적으로 통합한다.

## 구조
액자는 그림의 경계를 이루는 용기로, 사진, 캔버스 회화, 도면 및 인쇄물, 포스터, 거울, 그림자 상자 기념품 등과 같은 사물과 이미지를 보호, 전시 및 시각적으로 감상하는 데 사용된다.
전통적으로 액자는 목재로 만들어졌지만 목재 프레임은 강도를 제공하고 다양한 프로파일로 모양을 만들 수 있으며 다양한 표면 처리가 가능하기 때문에 여전히 인기가 높다. 기타 재료에는 금속이 포함된다. 은, 청동, 알루미늄, 폴리스티렌과 같은 딱딱한 플라스틱. 프레임 표면은 어떤 색상이나 질감이라도 가질 수 있다. 대부분의 액자 제작소에서는 다른 표면도 많이 발견되지만 순금과 모조 금 모두 여전히 인기가 있다. 일부 액자에는 주제를 나타내는 정교한 몰딩이 있다. 복잡한 장식은 종종 성형한 다음 나무 바닥 위에 금박을 입힌 석고로 만들어진다. 액자 몰딩은 다양한 프로파일로 제공되며 일반적으로 위쪽으로 향하는 "입술"과 수평 사개턱이 있는 일종의 L 모양이다. 사개맞춤은 프레임 유리(사용되는 경우)를 고정하는 선반, 유리 내부 표면 뒤에 물체를 안전하게 유지하는 일종의 스페이서 또는 매트, 물체 자체 및 보호용 백보드 역할을 한다. 물리적 손상 및 환경오염으로부터 물체를 보호한다. 립은 사개맞춤의 가장자리에서 비례적인 거리만큼 위로 확장된다. 프레임의 재료를 제한하고 그림을 미학적으로 드러내거나 드러내는 데 사용할 수 있다.
액자에는 액자용 유리 또는 아크릴 시트 등의 보호용 유리(아크릴라이트 또는 플렉시글라스)가 포함될 수 있다. 액자 속 미술품이 불필요하다고 판단되거나 전시 환경이 고도로 통제되는 경우에는 유약을 사용하지 않을 수 있다. 1980년대 이후로 그림 유리 제조 분야에서 상당한 발전이 이루어져 유리와 아크릴 제품 모두에서 훨씬 더 광범위한 옵션이 만들어졌다. 무엇을 사용할지 선택하려면 크기, 사용된 미디어, 미디어 상태, 개체에 대해 인지된 가치, 개체의 예상 용도 등 각 개체의 다양한 특성을 고려해야 한다. 전시 기간 연장 또는 여행. 더 나은 선택을 하는 데 도움이 필요하면 경험이 풍부한 미술 프레이머나 보존 전문가와 상담하는 것이 현명하다. 이제 사진 프레임 유리와 아크릴 시트 모두 반사 방지 코팅을 사용하여 대부분의 조명 조건에서 유약을 거의 보이지 않게 만든다. 일시적인 관심을 끄는 사진을 제외하고 유리에는 필터를 통합하여 거의 모든 자외선(UV 필터)이 유리에 침투하는 것을 차단해야 한다. 이 필터는 사진 속 유기 물질의 광촉매 분해 속도를 늦춘다. 유리와 아크릴 글레이징 모두 정전기 방지 기능이 내장되어 있다. 이 옵션은 정전기력에 의해 물체에서 유리 위로 당겨지기 쉬운 부서지거나 성능이 저하된 매체가 있는 물체에 필요하다.
대부분의 일회용 또는 임시 디스플레이를 제외하고 물체가 글레이징 아래쪽에 달라붙는 것을 방지하고 미디어 압축으로 인해 되돌릴 수 없는 색상 변화가 발생하는 것을 방지하기 위해 글레이징을 그림 표면에서 떼어내야 한다. 그렇지 않으면 발생하지 않을 곰팡이 성장이 발생한다. 이러한 거리두기는 매트, 글레이징 뒤에 자리잡은 "스페이서", 몰딩의 가장자리에 의해 보이지 않게 숨겨지는 것, 섀도우박스, 두 몰딩 사이에 글레이징을 끼우는 것 및 유사한 방법을 사용하여 수행된다. 목탄이나 파스텔과 같은 느슨한 매체가 번지는 것을 방지하기 위해 유약을 완화하는 것도 필요하다.
액자에 담긴 작품의 뒷면 처리도 매우 다양하다. 모든 프레임 패키지에는 물리적 충격과 먼지, 곤충, 습기 및 오염 물질의 유입으로부터 보호하기 위해 단단하고 조밀한 보드가 포함되어 있어야 한다. 소모품의 임시 전시를 제외하고 백보드는 매트보드와 같이 보관 품질이 좋은 재료로 만들어져야 한다. 종이와 플라스틱 모두 보관용 품질의 골판지가 때때로 사용되며 보관용 품질로 설명되는 폼 코어 보드도 사용된다. 좋은 프레임 구성의 많은 세부 사항과 마찬가지로 전문가의 조언도 중요하다.
백킹 보드 뒤에 있는 고정 클립이나 브래드는 프레임 전면의 몰딩 가장자리에 의해 제공되는 구속을 반영하여 패키지를 제자리에 고정한다. 몰딩 뒷면에는 더스트 씰(보통 견고한 보관 품질의 종이)이 부착되어 있다. 이것들은 거의 예외 없이 단순히 기능적이지만, 장식되어 예술 작품의 일부로 간주되는 작품의 예도 있다. 마지막으로 매달린 고리나 유사한 부착물을 성형품의 왼쪽과 오른쪽에 나사로 단단히 고정한다.

### 모양
액자는 일반적으로 정사각형 또는 직사각형이지만 원형 및 타원형 액자도 드물지 않다. 축구공 모양, 별, 하트와 같은 좀 더 특이한 모양의 프레임은 전문 목재 조각가나 목수가 손으로 조각할 수 있다.(또는 목재 펄프로 성형할 수도 있음) 모퉁이를 돌도록 설계된 액자도 있다. 인기 있는 디자인은 프레임에 깊이를 더해주는 홈인 국자(scoop)이다.

## 역사
가장 초기의 액자는 파이윰 미라 초상화를 둘러싼 액자로 생각된다. 치장벽토 틀은 주인이 죽을 때까지 주인의 집에 초상화를 걸어두는 데 사용되었을 수 있으며, 죽을 때 초상화는 미라 위에 놓였을 것으로 추정된다. 또 다른 이론은 초상화가 죽음에 가깝게 그려졌고 시신이 방부 처리자에게 옮겨지기 전에 장례 행렬을 통해 도시 주변으로 옮겨졌다는 것이다.

## 같이 보기
- 표구